# Siloca septentrionalis
Siloca septentrionalis är en spindelart som beskrevs av Lodovico di Caporiacco 1954. Siloca septentrionalis ingår i släktet Siloca och familjen hoppspindlar. Inga underarter finns listade i Catalogue of Life.